# Église Saint-Denis de Buffières
L'église Saint-Denis de Buffières est une église en partie romane située sur le territoire de la commune de Buffières, dans le département français de Saône-et-Loire et la région Bourgogne-Franche-Comté.

## Historique
L'église a connu trois étapes de construction successives. Le clocher, l'abside et la travée sous clocher, de style roman, constituent les parties les plus anciennes de l'édifice, datant du début du XIe au début du XIIIe. La nef, avec sa voûte en berceau brisé, est quant à elle d’époque gothique. Enfin, au XIXe siècle, fut décidée la construction de la sacristie (1821) et l'adjonction de collatéraux (1845-1846).

## Description
Sur la façade ouest, la porte romane est dominée par un tympan et un linteau nus. 
A l'autre extrémité de l'édifice, des modillons sculptés ornent le chevet, étayé de contreforts.
Quant au clocher carré à toiture-pavillon (pyramidal) et à deux niveaux, il est ouvert à la partie supérieure de baies géminées dont la retombée médiane s’opère sur deux colonnettes en grès à chapiteaux. 
L'ensemble de la couverture de l’édifice est en laves.

## Mobilier
L’église de Buffières abrite un riche ensemble d’œuvres d’art, parmi lesquelles figure, accrochée dans le chœur, une Marie Madeleine repentante du XVIIIe siècle. 

## Culte
Édifice consacré du diocèse d'Autun relevant de la paroisse de Cluny-Saint Benoît (siège à Cluny) – qui en est affectataire au titre de la loi de 1905 –, l'église de Buffières est, plusieurs siècles après sa construction, un lieu de culte catholique.